# THE VOC@LOiD M@STER
THE VOC@LOiD M@STER（ザ ボーカロイド マスター）とは、ケットコムにより東京都内を中心に開催されるボカロ専門の同人誌即売会である。略称はボーマス。

## 概要
2007年の11月に複数のオンリーイベントをまとめた「スキマフェスティバル」の中の一つとして創設された後、単独開催となった。イベント名はバンダイナムコゲームスのアイドル育成ゲーム『THE IDOLM@STER』をもじって名付けられている。イベント内容は同人音楽CD、同人誌の頒布やコスプレといったものの他、関連企業の出展も行われている。2010年2月の第11回では「Live Special」と銘打って会場内にステージを設け参加者によるライブを同時開催するという試みも行われた。
VOCALOIDを用いた作品の発表はインターネットが中心となっているため、当イベントについては発表の場というよりは交流の場としての色彩が強いと言われる。作家同士が自主的に名札を付けて交流したりサークルのスペースでサイン会を始めるといった光景もよく見られるという。
2012年4月から「ニコニコ超会議」でも開催されているが、幕張メッセでの開催の際、成人向けの頒布は千葉県青少年健全育成条例上の理由により禁止されている。
「THE VOC＠LOiD M＠STER 29」2014年7月13日開催以降では、消費税増税など複数の理由によりカタログは任意での購入制となった。それに伴い、会場に入場する為には当日に会場でチケットを購入する「入場チケット購入制」。となった。
節目となる第30回では、従来より開催時間を1時間遅らせての午後開催となる予定。

## 開催状況
- 2007年
  - 第1回：11月3日 - 大田区産業プラザ この回に限り「スキマフェスティバル」の中の1イベントとして開催。
- 2008年
  - 第2回：1月13日 - 川崎市・川崎市産業振興会館
  - 第3回：3月23日 - 大田区産業プラザ
  - 第4回：6月29日 - 大田区産業プラザ
  - 第5回：9月23日 - 大田区産業プラザ
  - 第6回：11月30日 - 横浜市・横浜産貿ホール マリネリア
- 2009年
  - 第7回：2月22日 - 東京都立産業貿易センター台東館
  - 第8回：5月17日 - 大田区産業プラザ。ゲームソフト『初音ミク -Project DIVA-』の発売を控えたセガがブースを構え、初の企業出展となった[2]。
  - 第9回：9月6日 - 大田区産業プラザ
  - 第10回：11月15日 - 池袋サンシャインシティ文化会館2階展示ホールD2・3・4
- 2010年
  - 第11回：2月7日 - 大田区産業プラザ。「Live Special」と銘打ち、会場内にステージを設置して参加者によるライブも同時に催された。
  - 第12回：5月9日 - 大田区産業プラザ
  - 第13回：7月19日 - 東京都立産業貿易センター浜松町館3、4階
  - 第14回：11月14日 - 池袋サンシャインシティ文化会館3階展示ホールC
- 2011年
  - 第15回：1月16日 - サンシャインシティ文化会館2階展示ホールD
  - 第16回：6月12日 - サンシャインシティワールドインポートマート4階展示ホールA2・3
  - 第17回：9月4日 - サンシャインシティ文化会館2階展示ホールD
  - 第18回：11月19日 - サンシャインシティワールドインポートマート4階展示ホールA2・3
- 2012年
  - 第19回：2月5日 - サンシャインシティワールドインポートマート4階展示ホールA2・3
  - 第20回：4月28日・29日 - 幕張メッセ。「ニコニコ超会議2012」内で開催。また、イベントの名称は「THE VOC@LOiD 超 M@STER 20」となっている。
  - 第21回：7月8日 - サンシャインシティワールドインポートマート4階展示ホールA2・3
  - 第22回：8月31日・9月1日 - ディファ有明。初音ミクの発売からちょうど5周年に当たり、「初音祭」と同時開催。また、「Night Special（夜のボーマス）」と銘打ち初の深夜開催。このため、18歳未満の入場は不可。
  - 第23回：12月15日 - サンシャインシティワールドインポートマート4階展示ホールA1・2・3
- 2013年
  - 第24回：4月27日・28日 - 幕張メッセ。「ニコニコ超会議2」内で開催。また、イベントの名称は「THE VOC@LOiD 超 M@STER24」となっている。
  - 第25回：7月7日 - サンシャインシティワールドインポートマート4階展示ホールA1・2・3
  - 第26回：8月30日 - ディファ有明。昨年と同じく、「「初音祭ニノ宴」」と同時開催。また、「Night Special（夜のボーマス）」と銘打ち深夜2度目の開催。
  - 第27回：11月17日 - サンシャインシティ文化会館2階展示ホールD
- 2014年
  - 第28回：4月26日・27日 - 幕張メッセ。「ニコニコ超会議3」内「THE VOC@LOiD 超 M@STER28」
  - 第29回：7月13日 - サンシャインシティワールドインポートマート4階展示ホールA2・3 ※チケット入場制
  - 第30回：11月15日 -池袋:サンシャインシティ文化会館2F　展示ホールD　※チケット入場制　土曜開催
- 2015年
  - 第31回：4月25日・26日- 幕張メッセ。「ニコニコ超会議3」内「THE VOC@LOiD 超 M@STER31」
  - 第32回：7月12日 - サンシャインシティワールドインポートマート4階展示ホールA2・3
  - 第33回：11月14日 -池袋:サンシャインシティ文化会館2F　展示ホールD

- 2016年
  - 第34回：4月29日・30日- 幕張メッセ。「ニコニコ超会議2016」内「THE VOC@LOiD 超 M@STER34」
  - 第35回：7月10日 - サンシャインシティワールドインポートマート4階展示ホールA1
  - 第36回:11月5日 - 大田区産業プラザ

1. ↑  ジャンルを限定した同人誌即売会
2. ↑  同様の形態のものの例として「プチオンリー」というイベントもある
3. ↑  コスプレについては第10回[3]第15回[4]のように会場側の都合から禁止となっていた回もある。